# Espectroscopia Doppler

Diagrama que muestra cómo un pequeño objeto (tal como un planeta extrasolar) que orbita en torno a un objeto mayor (tal como una estrella) puede producir cambios en la posición y velocidad de esta última a medida que orbitan su centro de masa común (cruz roja).

La espectroscopia Doppler, también conocida como medición de la velocidad radial, es un método espectroscópico para encontrar planetas extrasolares. Involucra la observación de desplazamientos Doppler en el espectro de la estrella alrededor de la cual la estrella orbita.
Es extremadamente difícil observar directamente planetas extrasolares ya que tienen un brillo muy tenue a distancias interestelares, aunque los primeros intentos de observaciones directas fueron hechos en el 2004 y 2005. Como resultado, los planetas fuera de nuestro sistema solar usualmente son descubiertos usando métodos indirectos, a través del efecto del planeta sobre un objeto que es más fácil de observar, tal como una estrella mayor. Los métodos exitosos incluyen espectroscopia Doppler, astrometría, sincronización pulsar, tránsitos , y microlentes gravitacionales. Casi todos los planetas extrasolares conocidos han sido descubiertos usando espectroscopia Doppler.

## Historia

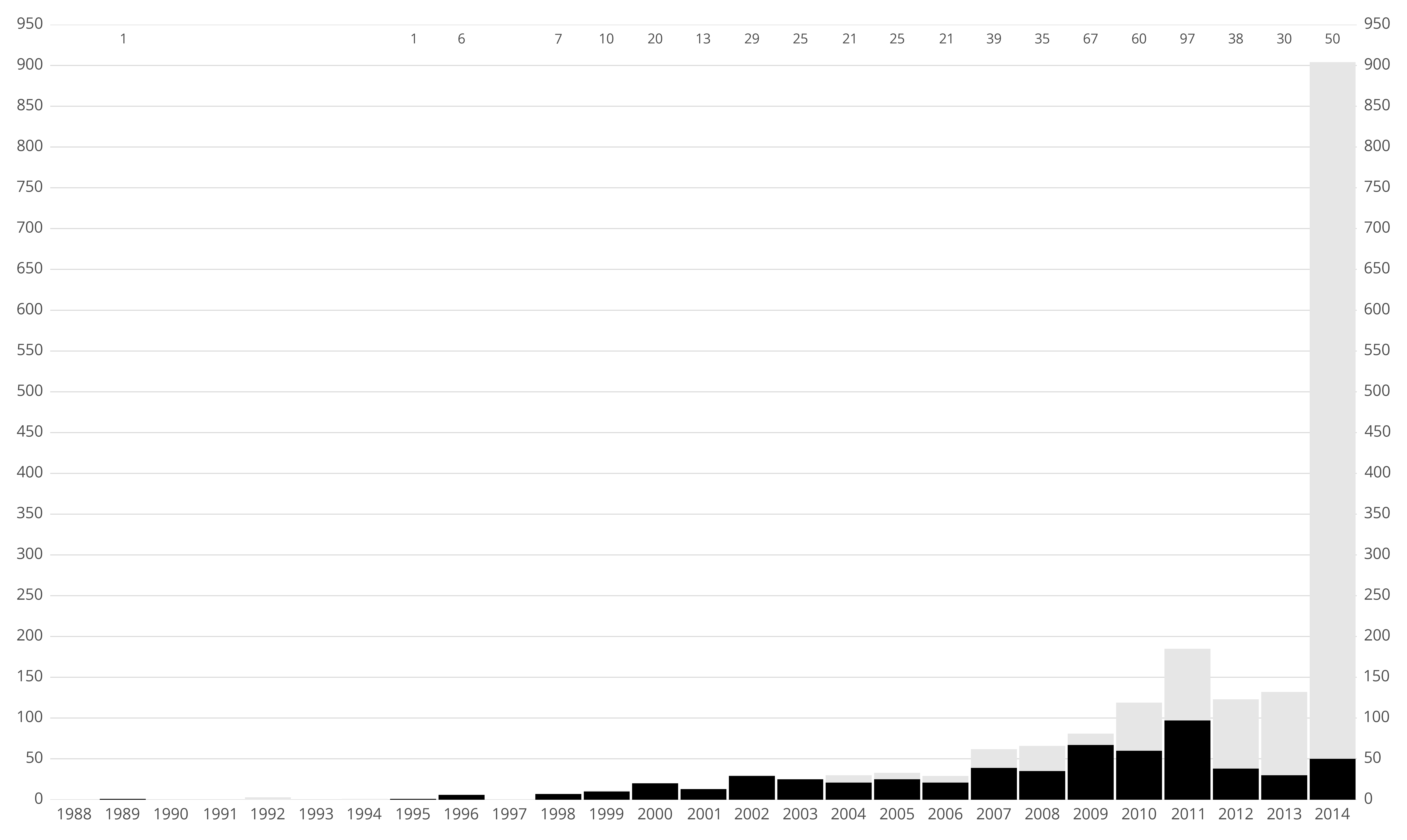
Exoplanetas descubiertos usando velocidad radial, por año, al 19 de marzo de 2010.

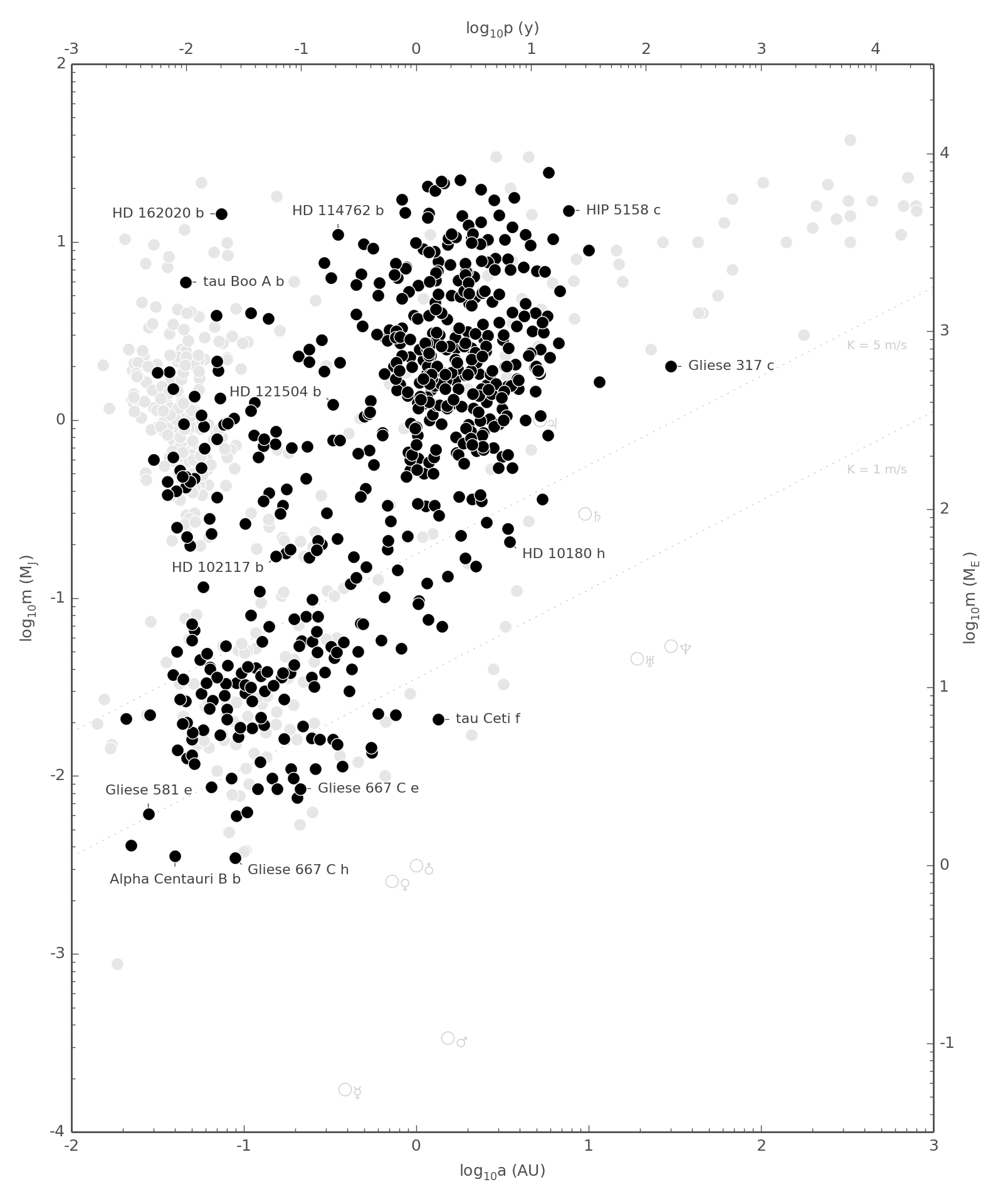
Propiedades (masa y eje semimayor) de los planetas descubiertos usando velocidad radial, comparados (gris claro) con planetas descubiertos usando otros métodos.

Otto Struve propuso en 1952 el uso de poderosos espectrógrafos para detectar planetas distantes. Describió cómo un planeta muy grande, tanto como Júpiter, por ejemplo, causaría que su estrella padre se perturbara ligeramente mientras los dos objetos orbitan alrededor de su centro de masa. Predijo que los pequeños desplazamientos Doppler de la luz emitida por la estrella, causados por su continuamente variable velocidad radial, serían detectados por la mayoría de espectrógrafos sensibles como pequeños desplazamientos rojos y azules en la emisión de la estrella. Sin embargo, la tecnología de la época produjo mediciones en la velocidad radial con errores de 1m/s o más, haciéndolos inútiles para la detección de planetas orbitales. los cambios esperados en la velocidad radial son muy pequeños – Jupiter causa que el sol cambie su velocidad en cerca de 13m/s en un período de 12 años, y el efecto de la tierra es de sólo 0.1m/s en un período de 1 año – se requieren prolongadas observaciones con instrumentos de alta precisión.
Los avances en tecnología de espectrómetros y técnicas de observación en la década de los 80 y 90 produjeron instrumentos capaces de detectar el primero de varios planetas extrasolares. 51 Pegasi b, el primer planeta extrasolar que fue detectado, fue descubierto en octubre de 1995 usando espectroscopia Doppler. Desde esa fecha, cerca de 300 candidatos de exoplanetas han sido identificados, y la mayoría han sido detectados por programas de investigación Doppler ubicados en
los observatorios de Keck, Lick, y el observatorio anglo-australiano (respectivamente, los buscadores de planetas de California, Carnegie y el Anglo-Australiano), y equipos en el Geneva Extrasolar Planet Search.
El periodograma Bayesiano Kepler es un algoritmo matemático usado para detectar planetas extrasolares individuales o múltiples a partir de sucesivas mediciones de la velocidad radial de la estrella que orbita. Probablemente fue establecido en el 2005.[cita requerida] Involucra análisis estadístico de Bayesiano de los datos de la velocidad radial, usando una distribución de probabilidad a priori sobre el espacio determinado por uno o más conjuntos de parámetros orbitales de Kepler. Este análisis se puede implementar usando la cadena de Markov y el método de Monte Carlo.
El método ha sido aplicado al sistema HD 208487, resultando en una aparente detección de un segundo planeta con un período de aproximadamente 1000 días. Sin embargo, esto puede ser el resultado de la actividad estelar. El método ha sido aplicado también al sistema HD 11964, donde se encontró un aparente planeta con un período de aproximadamente un año. Sin embargo, este planeta no fue encontrado en los datos re-reducidos, sugiriendo que esta detección fue un resultado del movimiento orbital de la tierra en torno al sol.[cita requerida]

## Procedimiento
Se hace una serie de observaciones del espectro de luz emitido por una estrella. Variaciones periódicas en dicho espectro pueden ser detectadas, con la longitud de onda de líneas espectrales características en el espectro aumentando y disminuyendo regularmente en un período de tiempo. Estas variaciones pueden ser indicadores de que la velocidad radial de la estrella está siendo alterada por la presencia de planetas que la orbitan, causando corrimientos Doppler en la estrella.
Si un planeta extrasolar es detectado, su masa puede ser determinada a partir de los cambios en la velocidad radial de la estrella. Un gráfico de la velocidad radial medida versus el tiempo dará lugar a una curva característica (curva seno en el caso de una órbita circular), y la amplitud de la curva permitirá que la masa del planeta sea calculada.

### Ejemplo
El gráfico de la derecha ilustra la curva seno creada usando espectroscopia Doppler al observar la velocidad radial de una estrella imaginaria que está siendo orbitada por un planeta en una órbita circular. Observaciones de una estrella real producirían un gráfico similar, aunque la excentricidad distorsionaría la curva y complicaría los cálculos abajo mostrados.
Esta hipotética velocidad muestra un período de variación de ±1 m/s, sugiriendo una masa orbital que está creando un empuje gravitacional sobre esta estrella. Usando la tercera ley de Kepler, el período observado de la órbita del planeta alrededor de la estrella (igual al período de las variaciones observadas en el espectro de la estrella) puede ser usado para determinar la distancia del planeta desde la estrella ({\displaystyle r}) usando la siguiente ecuación:
{\displaystyle r^{3}={\frac {GM_{star}}{4\pi ^{2}}}P_{star}^{2}\,}
donde:
- r es la distancia entre el planeta y la estrella
- G es la constante gravitacional
- Mstar es la masa de la estrella
- Pstar es el período observado de la estrella.

Habiendo determinado {\displaystyle r}, la velocidad del planeta alrededor de la estrella puede ser calculado usando la ley de gravitación universal de Newton, y la ecuación de la órbita:
{\displaystyle V_{PL}={\sqrt {GM_{star}/r}}\,}
donde {\displaystyle V_{PL}} es la velocidad del planeta.
La masa del planeta se puede hallar a partir de la velocidad del planeta:
{\displaystyle M_{PL}={\frac {M_{star}V_{star}}{V_{PL}}}\,}
donde {\displaystyle V_{star}} es la velocidad de la estrella mayor. La velocidad Doppler observada, {\displaystyle K=V_{star}\sin(i)}, donde i es la inclinación de la órbita del planeta a la línea perpendicular a la línea de visión.
Es decir, asumiendo un valor para la inclinación de la órbita del planeta y para la masa de la estrella, los cambios observados en la velocidad radial de la estrella pueden ser usados para calcular la masa del planeta extrasolar.

## Velocidad radial tablas comparativas

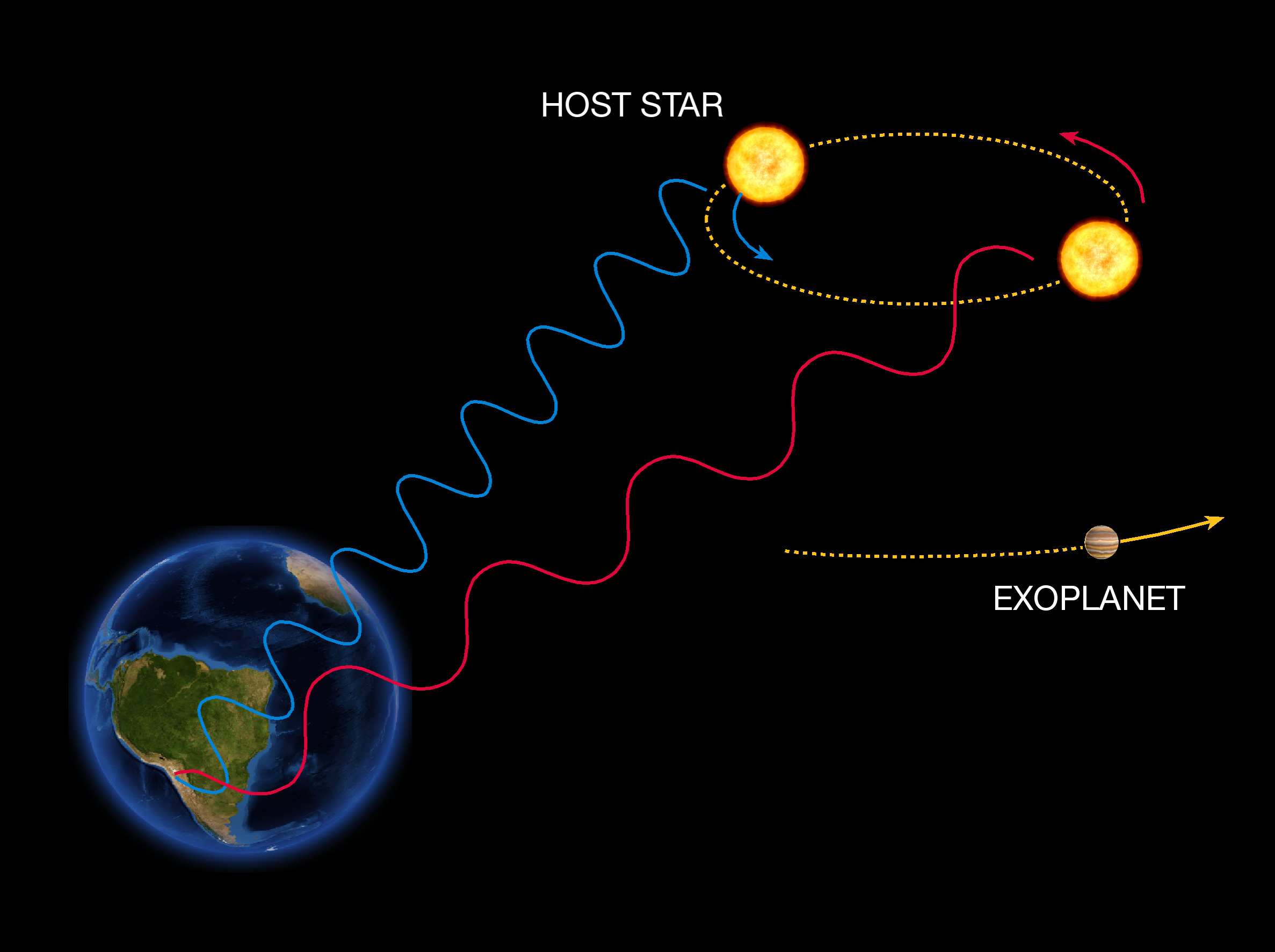
El método de velocidad radial para detectar exoplanetas se basa en la detección de las variaciones en la velocidad de la estrella central, debido al cambio de dirección de la fuerza gravitacional de un exoplaneta (no visible) a medida que orbita la estrella. Cuando la estrella se mueve hacia nosotros, su espectro es desplazada al azul mientras que es desplazada hacia el rojo cuando se aleja de nosotros. Regularmente mirando el espectro de una estrella - y así, medir su velocidad - se puede ver si se mueve periódicamente debido a la influencia de un compañero.

| Masa del Planeta    | Distancia AU | Velocidad radial |
| ------------------- | ------------ | ---------------- |
| Júpiter             | 1            | 28,4 m/s         |
| Júpiter             | 5            | 12,7 m/s         |
| Neptuno             | 0,1          | 4,8 m/s          |
| Neptuno             | 1            | 1,5 m/s          |
| Súper-Tierra (5 M⊕) | 0,1          | 1,4 m/s          |
| Súper-Tierra (5 M⊕) | 1            | 0,45 m/s         |
| Tierra              | 1            | 9 cm/s           |

Ref:

### Para las estrellas del tipo MK con planetas en la zona habitable
| Masa Estelar (M☉) | Planeta Masa (M⊕) | Lum. (L0) | Tipo | RHAB. (AU) | Velocidad radial (cm/s) | Período (días) |
| ----------------- | ----------------- | --------- | ---- | ---------- | ----------------------- | -------------- |
| 0,10              | 1,0               | 8e-4      | M8   | 0,028      | 168                     | 6              |
| 0,21              | 1,0               | 7.9e-3    | M5   | 0.089      | 65                      | 21             |
| 0,47              | 1,0               | 6.3e-2    | M0   | 0,25       | 26                      | 67             |
| 0,65              | 1,0               | 1.6e-1    | K5   | 0,40       | 18                      | 115            |
| 0,78              | 2,0               | 4.0e-1    | K0   | 0,63       | 25                      | 209            |

Ref:
| Planeta           | Tipo de Planeta   | Semieje mayor (UA) | Período Orbital | Velocidad radial (m/s) | Detectable por:                                      |
| ----------------- | ----------------- | ------------------ | --------------- | ---------------------- | ---------------------------------------------------- |
| 51 Pegasi b       | Júpiter caliente  | 0.05               | 4.23 días       | 55.9                   | Espectrógrafo de primera generación.                 |
| 55 Cancri d       | Gas gigante       | 5.77               | 14.29 años      | 45.2                   | Espectrógrafo de primera generación.                 |
| Júpiter           | Gas gigante       | 5.20               | 11.86 años      | 12.4                   | Espectrógrafo de primera generación.                 |
| Gliese 581 c      | Super-Tierra      | 0.07               | 12.92 días      | 3.18                   | Espectrógrafo de segunda generación.                 |
| Saturno           | Gas gigante       | 9.58               | 29.46 años      | 2.75                   | Espectrógrafo de segunda generación.                 |
| Alpha Centauri Bb | Planeta terrestre | 0.04               | 3.23 días       | 0.510                  | Espectrógrafo de segunda generación.                 |
| Neptuno           | Gigante de Hielo  | 30.10              | 164.79 years    | 0.281                  | Espectrógrafo de tercera generación.                 |
| Tierra            | Planeta habitable | 1.00               | 365.26 días     | 0.089                  | Espectrógrafo de tercera generación. (probablemente) |
| Plutón            | Planeta enano     | 39.26              | 246.04 años     | 0.00003                | No detectable.                                       |

## Problemas

Una representación de una estrella orbitada por un planeta. Todo el movimiento de la estrella es a lo largo de la línea de vista del observador; la espectroscopia Doppler dará lugar al verdadero valor de la masa del planeta.

En este caso nada del movimiento de la estrella es a lo largo de la línea de vista del observador y el método de espectroscopia Doppler no detectará ningún planeta en absoluto.

El mayor problema con la espectroscopia Doppler es que sólo puede medir movimiento a lo largo de la línea de vista, y por lo tanto depende de una medición (o estimación) de la inclinación de la órbita del planeta para determinar su masa. Si sucede que el plano orbital de planeta se alinea con la línea de vista del observador, entonces las variaciones de la velocidad radial de la estrella dan un valor correcto. Sin embargo, Si el plano orbital está inclinado respecto de la línea de vista, entonces el verdadero efecto del movimiento del planeta sobre el movimiento de la estrella será mayor que las variaciones medidas en la velocidad radial de la estrella, que es sólo el componente a lo largo de la línea de vista. Como resultado, La verdadera masa del planeta será mayor que la esperada.
Para corregir este efecto, y así determinar la verdadera masa del planeta extrasolar, las mediciones de la velocidad radial deben ser combinadas con mediciones astronométricas, que mantienen el movimiento de la estrella a través del plano del cielo, perpendicular a la línea de vista. Mediciones astronométricas le permiten a los investigadores verificar si los objetos que parecen ser planetas de elevada masa son más probablemente enanas marrones.
Un problema adicional es que la envoltura de gas alrededor de cierto tipo de estrellas puede expandirse y contraerse, y algunas estrellas son variables. Este método no es adecuado para encontrar planetas alrededor de este tipo de estrellas, ya que cambios en el espectro de emisión de la estrella causadas por la intrínseca variabilidad de la estrella pueden opacar el pequeño efecto causado por el planeta.
El método es mejor detectando objetos muy masivos cerca de la estrella mayor — llamados los Júpiter calientes - que tienen los mayores efectos gravitacionales sobre las estrellas mayores, y que por lo tanto causan los mayores cambios en su velocidad radial. Observaciones de varias líneas espectrales separadas y varios períodos orbitales permiten que las tasas de señal a ruido se incrementen, aumentando las posibilidades de observar más pequeños y más distantes planetas, pero los planetas como la tierra permanecen indetectables con los actuales instrumentos.